# Зинова бурница
Зинова бурница (Птеродрома мадеира) је врста мале морске птице из рода птеродрома, ендемична острву Мадеира. Ова дугокрила бурница има сива леђа и крила, са тамном ознаком облика „W“ преко крила, и сиву горњу страну репа. Доње стране крила су црнкасте боје осим белог троугла на предњој ивици близу тела, а стомак је бео са сивим боковима. Изгледом је врло слична мало већој Феиној бурници, а раздвајање ове две макаронезијске врсте на мору представља велики изазов. Раније се сматрало да је то подврста Нежно обојене бурнице, али они нису уско повезани,  па је Зино подигнут на статус врсте због разлика у морфологији, вокализацији, понашању у узгоју и митохондријској ДНК. То је најугроженија морска птица у Европи, са узгајалиштима ограниченим на неколико избочина високо у централним планинама Мадеире.
Зинова бурница се гнезди у јазбинама које се посећују само ноћу. Једно појединачно бело јаје инкубирају обе одрасле бурнице, једна седи током дана, док се друга храни рибом и лигњама на мору. Јаја, пилићи и одрасли представљају плен дивљим мачкама и пацовима, а у прошлости су их пастири узимали за храну. Сузбијање предатора и друге мере, омогућиле су популацији да се опорави на 65-80 парова за узгајање; врста остаје наведена као угрожена врста на Црвеној листи IUCN. Међутим, напори за очување имали су велики застој у августу 2010. године када су у пожарима погинуле три одрасле бурнице и 65% пилића. Популација се на крају опоравила и била је стабила са 160 јединки до 2018. године.

## Таксономија
Птеродроме су морске птице умерених и тропских океана. Многе су мало познате, а њихове сличне особине су довеле до таксномије која је веома флуидна. Орнитолог Џорџ Сенгстер препоручио је успостављање Зинове бурнице на Мадеири а Феине на Дезертским и Зеленортским острвима као пуне врсте, а раздвајање врста прихватило је Удружење европског одбора за реткос 2003. године.
Анализа ваши из перја Феине бурнице са Буиђио острва и из Зинове бурнице са Мадерире показала је велике разлике измећу две птице. Највеће разлике пронађене су у паразитима које су носиле, што је доказало да су дуго биле изоловане једна од друге јер се ваши могу пренети само физичким контактом у гнезду. Буве са Зинове бурнице најсличније су онима са Бермудске бурнице, док су Феине најсличније оној са Кариба и Пацифика. Ово сугерише да су упркос физичкој близини две врсте бурница из архипелага Мадеире, можда проистекле из одвојених колонизација копна Мадеире, а касније острва Дезертас. Иако је њихова репродуктивна изолација омогућила одвојени еволутивни развој две врсте, генетски докази показују да су три макаронезијске бурнице најближи сродници.
Парење бурница у високим планинским врховима Медеире први пут је забележено 1903. године од стране Немачког натуралисте и свештеника Ернеста Јохана Шмита, који није схватио да је посматрао другачију врсту од Феине бурнице. Врста првобитно описана као бурница меког пера од стране Аустралијског аматерског орнитолога Грегорија Метјуа 1934. године. Након признања птице са Мадеире као врсте, назив је добила након Британског орнитолога, Пола Алегзандра Зина, који је био кључан за њихово очување током друге половине двадесетог века. Име рода Птеродрома изведено је од грчких речи πτερον, птерон, „крило“ и δρομος, дромос, „трчање“, а односи се на брзи нередовни лет ове птице.
Остаци птеродрома бурница датирају између 60.000 и 25.000 година пре нове ере. Пронађени су на два пећинска места у Гибралтару. Састоје се од неправилнијег и већег облика сличне величине Зиноу. Није сигурно да ли представљају место некадашње колоније размножавања или су резултат птице коју је одувала олуја. Остаци, међутим, сугеришу да су припадници рода раније били раширенији.

## Физичке особине
Ова дугокрила бурница дугачка је 32-34 цм са распоном крила од 80-86 цм и просечном тежином од 290 грама. Има сива леђа и крила, са тамном ознаком облика „W“ преко крила, и сиви горњи реп. Доње стране крила су црнкасте боје осим белог троугла на предњој ивици близу тела, а стомак је бео са сивим боковима. Глава има ишарано беличасто-смеђе чело, тамно место испод и иза смеђег ока. Кљун је црн, а ноге розе, боја се наставља на првој трећини стопала, а остатак прстију на нози је црно-смеђи.
Ова врста је по изгледу слична Феиној бурници, али је мања. Зинова бурница има мали, осетљив, често прилично дугачак и витак кљун. Још једна корисна карактеристика је велика беличаста површина на доњој страни крила. Беличаста површина карактеристична је за Зино, али га приказује само 15% птица. На истоку Сједињених Држава и на Азорским острвима, обе макаронезијске бурнице се разликују од већих бермудских бурница, по горњим деловима тела те врсте, који су тамни са бледо сивим крајем.

## Распрострањеност и станиште
Зинова бурница ендемична је главном острву Мадеира, где се разможава на неприступачним врховима централних планина између Пико де Ариеро и Пико Руиво. Гнезди се на висинама изнад 1.650 м. Раније је Зинова бурница била распрострањенија, што су доказали фосилни остаци пронађени у пећини на истоку Мадеире и на оближњем острву Порто Санто. Узгајалишта морају бити недоступна козама да би остала обогаћена ендемском флором. Вегетација осигурава довољно земље на избочинама које омогућавају птицама да праве своја гнезда.
Ова бурница присутна је у водама острва Мадеира само таком сезоне парења. Распрострањеност на мору током године је непозната због реткости врсте и потешкоћа у препознавању од осталих бурница на мору. Птице идентификоване као Зино или Феа забележене су на обе стране Сервеног Аталнтика, а у Ирској и Великој Британији забележен је пораст броја извештаја, можда због глобалног загревања које доводи до повећања броја тропских птица у умереним крајевима. Извештаји, који су углавном крајем пролећа и лета у западном северном Атлантику, и крајем лета и почетком јесени на истоку, сугерише да птице следе сммер кретања казаљке на сату око северног Атлантика након што напусте своја места за узгајање. Међутим, неколико птица које су индентификоване биле су Фее. Зинова бурница може имати сличну стратегију, јер резултати студија геолокације указују на ширење по северном атлантском централном гребену током сезоне парења и миграције ка бразилској обали у неплодном периоду. бурнице су забележене и на Канарским и Азорским острвима у пар наврата. Тврдња о Зиновим бурницама у Јужној Африци је нетачна.

## Понашање

### Узгајање
Зинова бурница размножава се два месеца пре Феине бурнице на острву Бугио, удаљеном само 50 km. Птице се враћају у своја узгајалишта крајем марта или почетком априла, а удварање се одвија над главним узгајалиштем током касних вечерњих и раних јутарњих сати. Гнездо је плитка јама или напуштен зечији тунел дужине до 140 cm у густом земљишту. Дужина јазбине зависи од година пара који је користи, младе бурнице праве краће тунеле које ће продужити у наредним годинама. Овално бело јаје полаже се од средине маја до средине јуна у комори на крају јазбине и инкубира се 51-54 дана, а сваки родитељ се наизменично мења између седења у гнезду и храњења на мору. Пилићи се у потпуности развију 85 дана касније, крајем септембра и октобра. На местима за узгајање излази само ноћу како би избегла нападе галебова. Преко дана остаје 3-5 km од обале, а на копно се враћа по мраку.
Ова врста се пари током целог живота и парови се из године у годину враћају у исту јазбину. Јаје се не замењује ако се изгуби. Ово је дуговечна врста: примећено је да се једна бурница враћала у своју јазбину 10 година заредом, а њен животни век се процењује на 16 година. Старост првог узгоја је непозната, али се претпоставља да је 4 или више година. Упркос близини својих узгајалишта, Зинова и Феина бурница никада нису пронађени у међусобним гнездима.

### Исхрана
Зинова бурница, храни се малим лигњама и рибом. Желудац једне птице садржао је главоношце, биолуминисцентну рибу и мале ракове. Као и друге мале бурнице, Зино не прати бродове.

### Предатори и паразити
бурнице се враћају на места за узгајање само ноћу како би избегле нападе галебова или дневних грабљивица, а једина сова на острву, Кукувија је ловац на глодаре. Осим слепих мишева, на Мадеири нема аутохтоних копнених сисара, иако постоји много унесених врста, од којих ће две ловити птице или пилиће. То су смеђи пацови и дивље домаће мачке. Чак и гнезда на високим врховима планина нису сигурна од ових предатора, десет одраслих бурница убиле су мачке 1990. године.

## Статус угрожености
Зинова бурница има веома ограничену површину становања на врховима планина једног острва, и једна је од најугроженијих морских птица Европе. За бурнице се првобитно мислило да ће у потпуности нестати до половине двадестог века. Пројекат очувања бурница започет је 1986. са циљем да се повећа број Зинових бурница, контролисањем пацова и дивљих мачака.
Сада има 130-160 познатих јединки (65-80 парова) за које је потврђено да се узгајају на шест избочина. Може доћи до ометања због посетиоца и изградње НАТО радио станице на врху планине Ариеро, такође и због климатских промена које у будућности могу имати неповољан утицај јер се сва гнезда налазе на 1.000м од врха планине. Раније су се пастири хранили пилићима из гнезда, а сакупљачи јаја упадали у јазбине. Тренутно, највећу претњу представљају и даље пацови и дивље мачке, али на знатно мањем нивоу него у прошлости.
Зинова бурница заштићена је ЕУ директивом о дивљим птицама, а њена узгајалишта се налазе у националном парку Мадеире. Након куповине од око 300 хектара земље око главног узгајалишта, сва стока је премештена, омогућавајући вегатацији да се опорави, иако се узгој и даље одвија само на избочинама које никада нису биле доступне испашним животињама.  Истраживање и контрола предатора од стране Огранизације за очување бурница и националног парка, започете 1986. године, проширено је 2001. године уз додатна средства ЕУ. Повећање продуктивности значило је да је ова врста са Црвеног списка ИУЦН 2004. године смањена са крајње угрожених  на угрожене. Чинило се да је популација стабилна или да се благо повећала до лета 2010.
Катастрофа је задесила колонију 13. августа 2010.године, када је шумски пожар захватио место за узгој и убио три одрасле бурнице и 25 од 38 пилића. Ватра је уништила вегетацију и неколико гнезда. Акција заштите преосталих 13 пилића започела је уклањањем мртвих птица и спаљене вегетације, јачањем преосталих гнезда и постављањем отрова за пацове. Акција је такође обухватала копање вештачких јама, ширење семена како би се опоравила вегетација. До 2018. године колонија се опоравила и била је стабилна са 160 одраслих птица.